# 클로스터스
클로스터스(독일어: Klosters)는 스위스 그라우뷘덴주의 프레티가우에 있는 마을로, 정치 지구인 프레티가우/다보스구에 속하는 클로스터스-제르노이스 지자체의 일부이다. 2021년에 지자체는 이름을 클로스터스로 줄였다. 클로스터스 자체는 두 개의 주요 부분인 클로스터스 Dorf(‘마을’)와 클로스터스 Platz(‘장소’)와 정착지인 Selfranga, Äuja, Monbiel로 구성된다. 이웃한 제르노이스와 함께 두 마을은 클로스터스-제르노이스의 이전 시정촌을 형성한다. 2016년 1월 1일에 자스 임 프레티가우가 클로스터스-제르노이스에 합병되었다.
마을의 스키 리조트는 가장 가까운 취리히 국제공항에서 150km 떨어져 있다. 클로스터스는 다보스에서 북쪽으로 10km 떨어져 있으며, 확장된 스키 지역의 일부이다.

## 역사
클로스터스는 1222년에 ecclesiam sancti Iacobi로 처음 언급되었다. 1436년에 그것은 zuo dem Closter로 언급되었다.

## 지리
란트콰르트강은 클로스터스 마을을 통해 북서쪽으로 흐르고 다양한 측류와 함께 이 지역의 지리를 정의한다.
2016년 기준, 클로스터스-제르노이스는 219.8k㎡의 면적을 가지고 있다. 이 면적 중 약 24.7%가 농업용으로 사용되고 19.5%가 산림이다. 나머지 토지 중 1.6%는 정착지(건물 또는 도로)이고 54.2%는 불모지이다. 2004/09 조사에서 총 179ha 또는 전체 면적의 약 0.8%가 건물로 덮여 있었는데, 이는 1985년에 비해 33ha 증가한 것이다. 같은 기간 동안 지자체의 레크리에이션 공간은 14ha 증가했으며 현재는 전체 면적의 약 0.08%이다. 농경지 중 4ha가 과수원으로 사용된다. 포도원, 954ha는 들판과 초원이고 4,797ha는 고산 목초지로 구성되어 있다. 1985년 이래로 농경지는 575ha 감소했다. 같은 기간 동안 산림 면적은 315ha 증가했다. 강과 호수는 지자체에서 289ha를 차지한다.
2017년 이전에 시정촌은 프레티가우/다보스 지역의 클로스터스 하위 지구에 위치하고 있으며, 2017년 이후에는 프레티가우/다보스 지역의 일부였다. 1865년 이전에 독립된 세르네우스와 클로스터스의 지자체의 합병을 통해 만들어졌다. 1973년까지 클로스터스-제르노이스는 클로스터스로 알려졌다. 프레티가우 계곡에서 가장 크고, 가장 높은 마을이다. 그것은 클로스터스와 제르노이스의 마을로 구성되어 있으며, 플라츠(Platz), 도르프(Dorf), Selfranga, Äuja 및 Monbiel의 섹션으로 구성되어 있다.
요리플레스 고개(Jörifless)의 서쪽과 플뤼엘라 비스호른(Flüela Wisshorn)의 북쪽에 위치한 요리젠(Jöriseen)은 이 마을 안에 있다.

### 기후
클로스터스는 쾨펜 기후 분류에 따라 툰드라 기후(ET)를 가지고 있다. 연평균 기온은 2°C이다. 가장 추운 달은 1월로 평균 기온이 –9°C이고, 가장 따뜻한 달은 7월로 평균 기온이 13°C이다. 가장 습한 달은 8월로 이 기간 동안 클로스터스는 평균 110mm의 비나 눈을 받았다. 이 달 동안 14.6일 동안 강수량을 받다. 6월의 강수량은 14.9일로 가장 많지만 강수량은 86mm에 불과하다. 가장 건조한 달은 2월로 이 기간 동안 클로스터스에는 평균 36mm의 비나 눈이 내린다. 이달 동안 10.6일 동안 강수량을 내린다.
| 클로스터스의 기후        | 클로스터스의 기후 | 클로스터스의 기후 | 클로스터스의 기후 | 클로스터스의 기후 | 클로스터스의 기후 | 클로스터스의 기후 | 클로스터스의 기후 | 클로스터스의 기후 | 클로스터스의 기후 | 클로스터스의 기후 | 클로스터스의 기후 | 클로스터스의 기후 | 클로스터스의 기후 |
| 월                       | 1월               | 2월               | 3월               | 4월               | 5월               | 6월               | 7월               | 8월               | 9월               | 10월              | 11월              | 12월              | 연간              |
| ------------------------ | ----------------- | ----------------- | ----------------- | ----------------- | ----------------- | ----------------- | ----------------- | ----------------- | ----------------- | ----------------- | ----------------- | ----------------- | ----------------- |
| 일평균 최고 기온 °C (°F) | −3 (27)           | −1 (31)           | 4 (39)            | 8 (47)            | 14 (57)           | 18 (65)           | 21 (69)           | 19 (67)           | 16 (60)           | 10 (50)           | 3 (37)            | −3 (27)           | 9 (48)            |
| 일일 평균 기온 °C (°F)   | −9 (15)           | −8 (18)           | −3 (27)           | 2 (36)            | 7 (45)            | 11 (51)           | 13 (55)           | 12 (53)           | 9 (48)            | 4 (39)            | −3 (27)           | −8 (17)           | 2 (36)            |
| 일평균 최저 기온 °C (°F) | −16 (4)           | −14 (6)           | −9 (15)           | −4 (25)           | 1 (33)            | 3 (38)            | 5 (41)            | 4 (40)            | 2 (36)            | −2 (28)           | −8 (18)           | −13 (8)           | −4 (24)           |
| 평균 강수량 mm (인치)    | 38 (1.5)          | 36 (1.4)          | 51 (2)            | 56 (2.2)          | 71 (2.8)          | 86 (3.4)          | 100 (4.1)         | 110 (4.3)         | 89 (3.5)          | 81 (3.2)          | 66 (2.6)          | 51 (2)            | 840 (33)          |
| 평균 강수일수 (≥ 1.0 mm) | 11.7              | 10.6              | 12.6              | 12.6              | 14.2              | 14.9              | 14.3              | 14.6              | 10.3              | 8.2               | 10.6              | 11                | 133.9             |
| 평균 강우일수 (≥ 1.0mm)  | 4.9               | 4.6               | 6                 | 6.3               | 6.9               | 8                 | 8.8               | 9                 | 8                 | 7.7               | 6.7               | 6.3               | 83.2              |
| 평균 상대 습도 (%)       | 78                | 74                | 72                | 69                | 66                | 64                | 65                | 69                | 72                | 74                | 77                | 79                | 72                |
| 출처:                    |                   |                   |                   |                   |                   |                   |                   |                   |                   |                   |                   |                   |                   |

## 인구통계

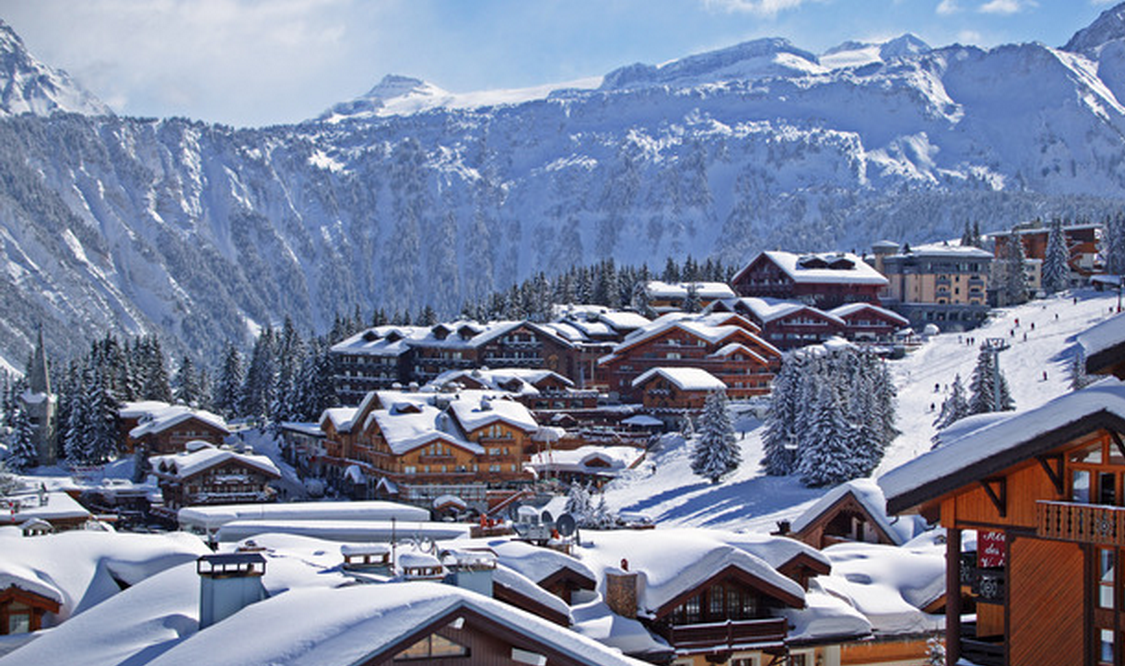
클로스터스

2020년 12월 기준, 클로스터스-제르노이스의 인구는 4,416명이다. 2015년 기준으로 인구의 19.7%가 거주하는 외국인이다. 2015년에 226명(5.9%)가 독일에서 태어났고, 286명(7.5%)이 포르투갈에서 태어났다. 2015년 시정촌의 출생률은 7.0명, 사망률은 인구 1천 명당 9.2명이었다. 2000년 기준, 인구 대부분인 88.7%는 독일어를 사용하며, 포르투갈어가 2위(2.9%)이고, 세르비아-크로아티아어가 3위(2.6%)이다.
2015년 기준으로 아동·청소년(0~19세) 인구가 17.7%, 성인(20~64세)이 57.0%, 노인(64세 이상)이 25.3%를 차지한다. 2015년에는 1,508명의 독신 거주자, 1,768명의 기혼 또는 동거인, 231명의 미망인, 301명의 이혼한 거주자가 있었다.
2015년에 클로스터스-세르네이스에는 2,113개의 개인 가구가 있었고, 평균 가구 규모는 2.13명이었다. 2015년에 지자체의 모든 건물 중 약 33.5%가 단독 주택이었다. 2000년 기준 1,376채의 지자체 중 단독주택이 약 34.8%, 다가구 주택이 43.9%를 차지하였다. 또한 1919년 이전에 건설된 건물의 약 20.3%, 1991년에서 2000년 사이에 9.0%가 건설되었다. 2014년 인구 1000명당 신규 주택 건설 비율은 10.24호였다. 2016년 시정촌 공실률은 0.89%였다.
역사적 인구는 다음 차트에 나와 있다.

### 종교
2000년 인구 조사에 따르면 895명(23.0%)이 로마 가톨릭 신자이고, 2,587명(66.5%)이 스위스 개혁 교회에 속해 있다. 나머지 인구 중 정교회에 속한 사람은 106명(인구의 약 2.72%)이고, 다른 기독교 교회에 속한 사람은 13명(인구의 약 0.33%)이다. 이슬람교는 32명(인구의 약 0.82%)이다. 인구 조사에 등재되지 않은 다른 교회에 속한 14명의 개인(또는 인구의 약 0.36%), 교회에 속하지 않은 221명(또는 인구의 약 5.68%), 불가지론자 또는 무신론자 및 27명의 개인( 또는 인구의 약 0.69%)가 질문에 대답하지 않았다.

## 스키
클로스터스는 웨일즈의 왕자 챨스가 즐겨 찾았던 스키 리조트로 잘 알려져 있으며, 이후 고취나그라트 정상으로 가는 케이블카 한 대가 “웨일즈의 왕자”로 명명되었다.

## 국가중요문화재

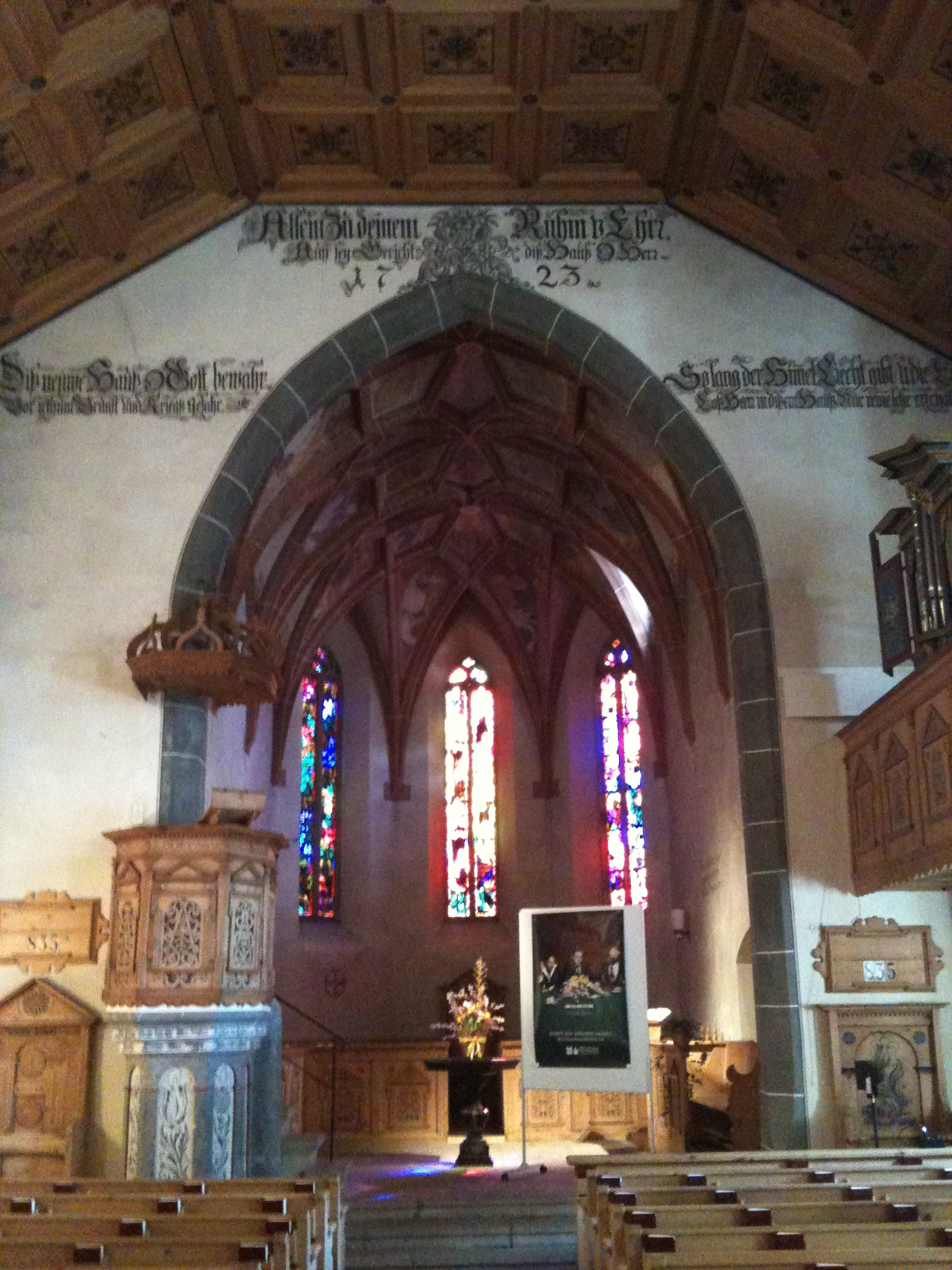
개혁 교회 내부

광장에 있는 개혁교회는 국가적으로 중요한 스위스 문화유산으로 등재되어 있다.

## 정치
2015년 연방 선거에서 가장 인기 있는 정당은 41.3%의 득표율로 SVP였다. 다음으로 가장 인기 있는 3개 정당은 FDP (18.7%), BDP(17.6%), SP (10.8%)였다. 이번 연방 총선에서는 총 1,341표가 투표됐고, 투표율은 51.4%였다.
2007년 연방선거에서 가장 인기 있는 정당은 46.5%의 득표율을 기록한 SVP였다. 다음으로 가장 인기 있는 3개 정당은 FDP (28.7%), SP (17.2%), CVP (4.7%)였다.

## 교육
클로스터스-제르노이스에서 인구의 약 76.4%(25-64세 사이)는 비필수 고등교육 또는 추가 고등교육(대학 또는 응용학문대학)을 완료했다.

## 경제

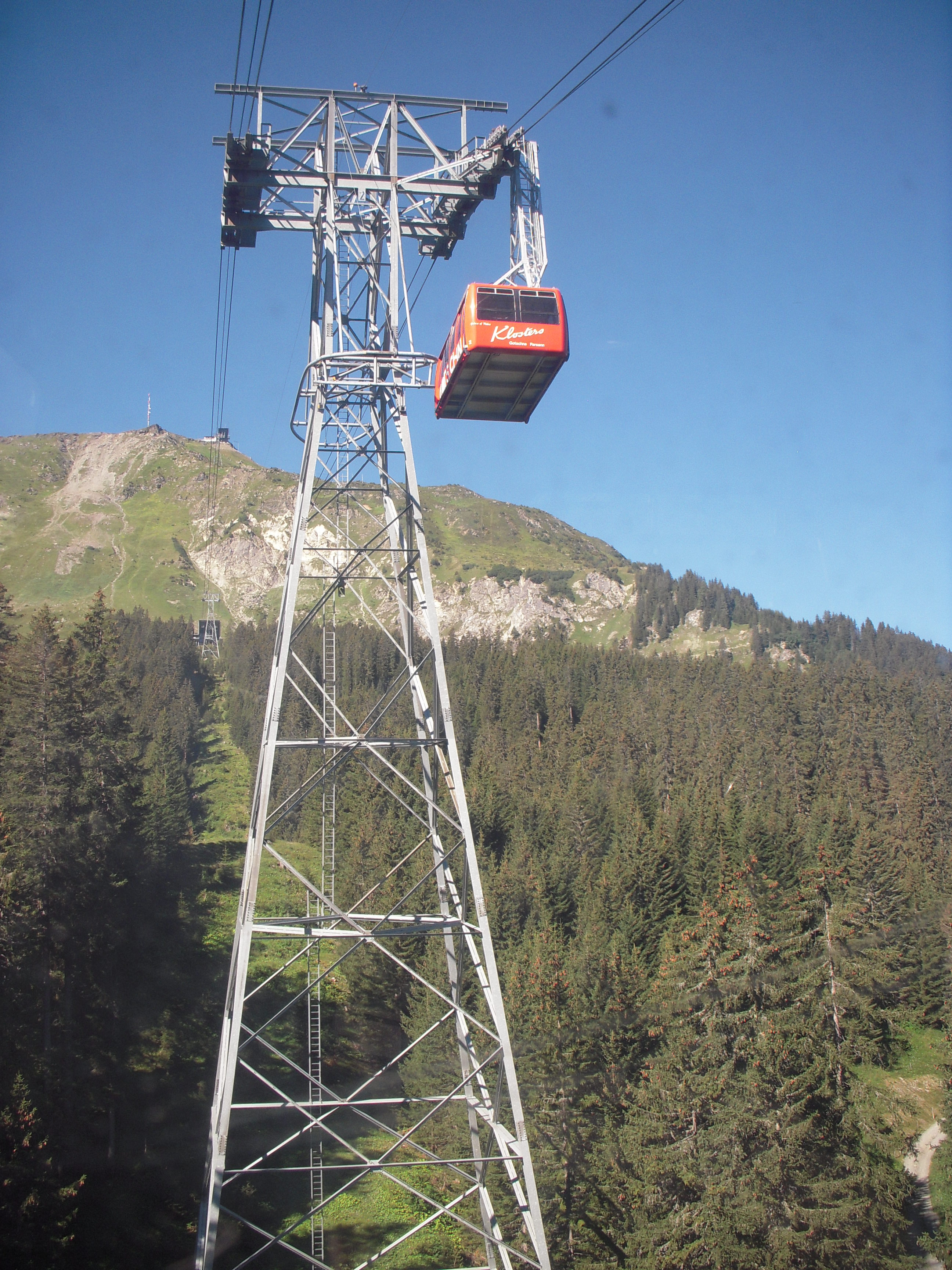
클로스터스 플라츠에서 고츠나 정상까지 가는 케이블카

클로스터스-제르노이스는 관광 커뮤니티로 분류된다. 2015년 국내 호텔은 총 128,053건의 숙박을 했으며, 그중 54.4%가 해외 방문객이었다.
2014년 기준으로 시정촌에 고용된 사람은 총 2,190명이다. 이 중 총 144명이 1차 경제 부문의 62개 사업체에서 일했다. 2 차 부문은 83개의 개별 사업에서 554명의 근로자를 고용했다. 총 219명의 직원이 있는 10개의 중소기업과 1개의 총 97명의 직원이 있는 중소기업이 있었다. 마지막으로, 3차 부문은 313개 기업에서 1,492개의 일자리를 제공했다. 총 645명의 직원을 둔 25개의 중소기업이 있었다. 2015년에는 전체 인구의 10.2%가 사회적 도움을 받았다.
2011년에 지자체의 실업률은 1.2%였다.
2015년 기준 CHF 80,000를 버는 두 자녀를 둔 부부의 시 평균 세율은 3.5%인 반면 CHF 150,000를 버는 1인의 세율은 15%로 두 자녀 모두 평균에 가깝다. 캔톤과 전국적으로. 2013년에 납세자 1인당 시정촌 평균 소득은 CHF 70,989이고 1인당 평균 소득은 CHF 40,079로 각 주 평균 CHF 69,964 및 CHF 33,075보다 크다. 대조적으로, 국가 납세자 평균은 CHF 82,682인 반면 전국 1인당 평균은 CHF 35,825이다.

## 교통
클로스터스 광장은 2,281m의 고취나그라트(Gotschnagrat) 정상까지 케이블카 리프트 서비스를 제공한다. 겨울에는 다보스와 클로스터스 사이의 넓은 스키 지역의 일부이다.
클로스터스는 가장 가까운 취리히 국제공항에서 남동쪽으로 150km 떨어져 있다. 취리히에서 란트콰르트까지 전국 열차 서비스를 이용할 수 있으며, 클로스터스까지 정기 지역 열차 서비스를 이용할 수 있다.
지자체에는 클로스터스 광장역, 클로스터스 도르프역, 카바튀를리역 및 자스역의 4개 기차역이 있다. 다양한 지역 및 지역 버스 서비스도 있다. 지역 래티셰 노선은 란트콰르트-다보스 광장 노선으로, 란트콰르트 기차역에서 취리히까지 국철로 연결된다. 란트콰르트에서 클로스터스까지의 구간은 1889년에 처음 개통되었다. 제르노이스 근처에서 이 지역 노선은 수상 경력에 빛나는 525m 길이의 주니베르크 다리를 통과한다. 1998년에 완공된 클로스터스 우회도로와 철도 남쪽에 있는 란트콰르트 계곡의 중심이다. 2005년에 수니베르그 다리와 고츠나 터널을 모두 포함하는 클로스터스 우회도로가 클로스터스를 자주 방문하는 찰스 왕세자와 함께 하는 행사에서 교통을 위해 개방되었다.